# Dorengt
Dorengt [dɔʁɑ̃] est une commune française située dans le département de l'Aisne en région Hauts-de-France.

## Géographie
Dorengt est traversée par le Noirrieu.

### Hydrographie
La commune est située dans le bassin Seine-Normandie. Elle est drainée par le Noirrieu, l'Iron, le cours d'eau 01 de la Maie, le fossé 01 de la commune de Dorengt, le fossé 03 de la commune de Dorengt, le ruisseau d'Utreppe et un autre petit cours d'eau,.
Le Noirrieu, d'une longueur de 33 km, prend sa source dans la commune de La Flamengrie et se jette  dans l'Oise (rive gauche) à Vadencourt, après avoir traversé onze communes. Les caractéristiques hydrologiques du Noirrieu sont données par la station hydrologique située sur la commune de la La Neuville-lès-Dorengt. Le débit moyen mensuel est de 0,33 m3/s. Le débit moyen journalier maximum est de 9,19 m3/s, atteint lors de la crue du 9 janvier 2022. Le débit instantané maximal est quant à lui de 20,8 m3/s, atteint le 22 février 2024.

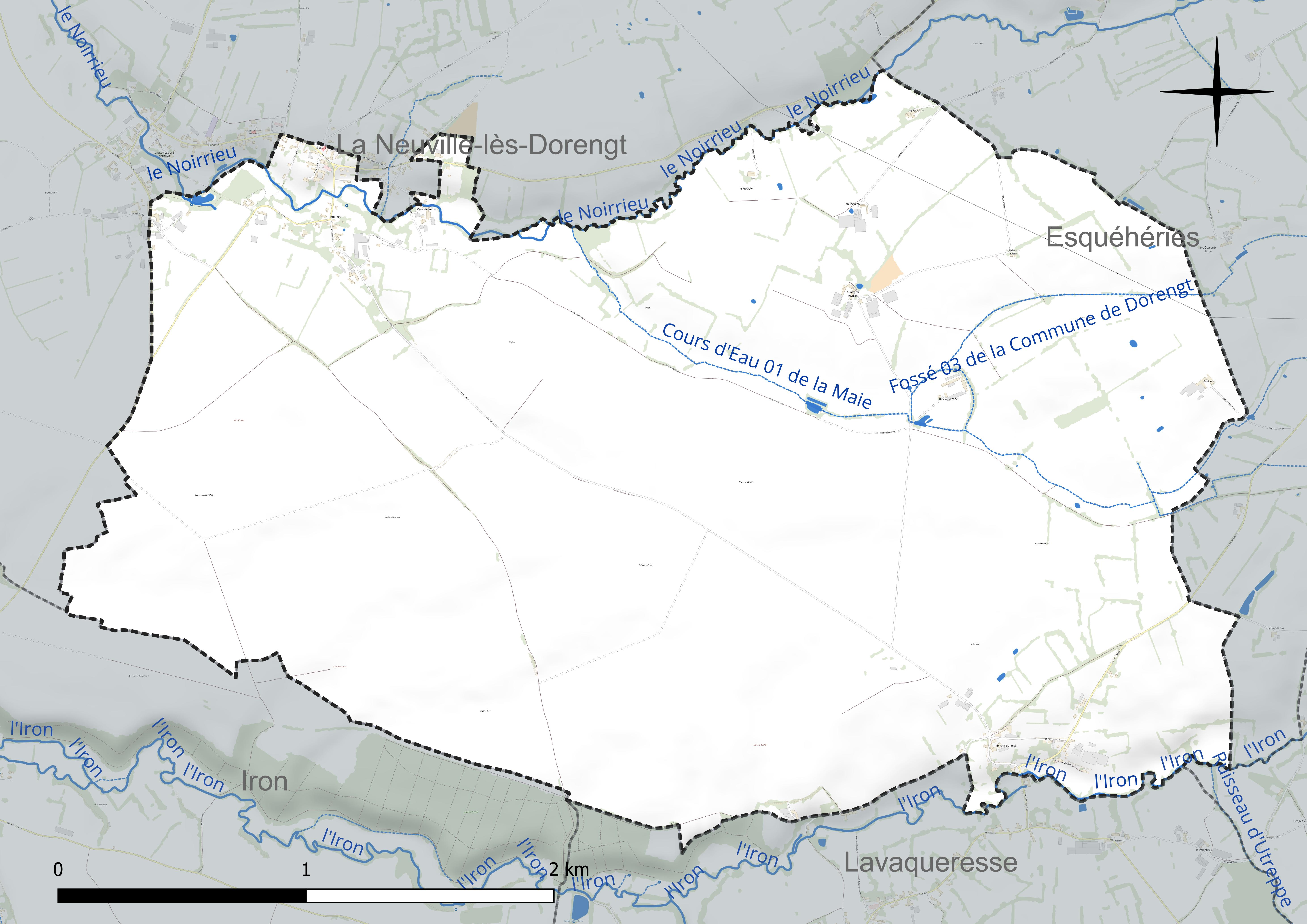
Réseau hydrographique de Dorengt.

L'Iron, d'une longueur de 25 km, prend sa source dans la commune de La Flamengrie et se jette  dans le Noirrieu à Hannapes, après avoir traversé dix communes. Les caractéristiques hydrologiques de l'Iron sont données par la station hydrologique située sur la commune d'Iron. Le débit moyen mensuel est de 0,507 m3/s. Le débit moyen journalier maximum est de 13,2 m3/s, atteint lors de la crue du 9 janvier 2022. Le débit instantané maximal est quant à lui de 23,7 m3/s, atteint le même jour.

### Climat
Pour des articles plus généraux, voir Climat des Hauts-de-France et Climat de l'Aisne.
En 2010, le climat de la commune est de type climat des marges montargnardes, selon une étude du CNRS s'appuyant sur une série de données couvrant la période 1971-2000. En 2020, Météo-France publie une typologie des climats de la France métropolitaine dans laquelle la commune est exposée à un climat océanique altéré et est dans la région climatique Nord-est du bassin Parisien, caractérisée par un ensoleillement médiocre, une pluviométrie moyenne régulièrement répartie au cours de l'année et un hiver froid (3 °C).
Pour la période 1971-2000, la température annuelle moyenne est de 9,9 °C, avec une amplitude thermique annuelle de 14,9 °C. Le cumul annuel moyen de précipitations est de 806 mm, avec 12,5 jours de précipitations en janvier et 9,3 jours en juillet. Pour la période 1991-2020, la température moyenne annuelle observée sur la station météorologique la plus proche, située sur la commune de Fontaine-lès-Vervins à 21 km à vol d'oiseau, est de 10,5 °C et le cumul annuel moyen de précipitations est de 826,3 mm,. Pour l'avenir, les paramètres climatiques de la commune estimés pour 2050 selon différents scénarios d'émission de gaz à effet de serre sont consultables sur un site dédié publié par Météo-France en novembre 2022.

## Urbanisme

### Typologie
Au 1er janvier 2024, Dorengt est catégorisée commune rurale à habitat dispersé, selon la nouvelle grille communale de densité à 7 niveaux définie par l'Insee en 2022.
Elle est située hors unité urbaine. Par ailleurs la commune fait partie de l'aire d'attraction du Nouvion-en-Thiérache, dont elle est une commune de la couronne,. Cette aire, qui regroupe 12 communes, est catégorisée dans les aires de moins de 50 000 habitants,.

### Occupation des sols
L'occupation des sols de la commune, telle qu'elle ressort de la base de données européenne d'occupation biophysique des sols Corine Land Cover (CLC), est marquée par l'importance des territoires agricoles (96,1 % en 2018), une proportion identique à celle de 1990 (96,1 %). La répartition détaillée en 2018 est la suivante : 
terres arables (66 %), prairies (30,1 %), zones urbanisées (3,5 %), forêts (0,4 %).
L'évolution de l'occupation des sols de la commune et de ses infrastructures peut être observée sur les différentes représentations cartographiques du territoire : la carte de Cassini (XVIIIe siècle), la carte d'état-major (1820-1866) et les cartes ou photos aériennes de l'IGN pour la période actuelle (1950 à aujourd'hui).

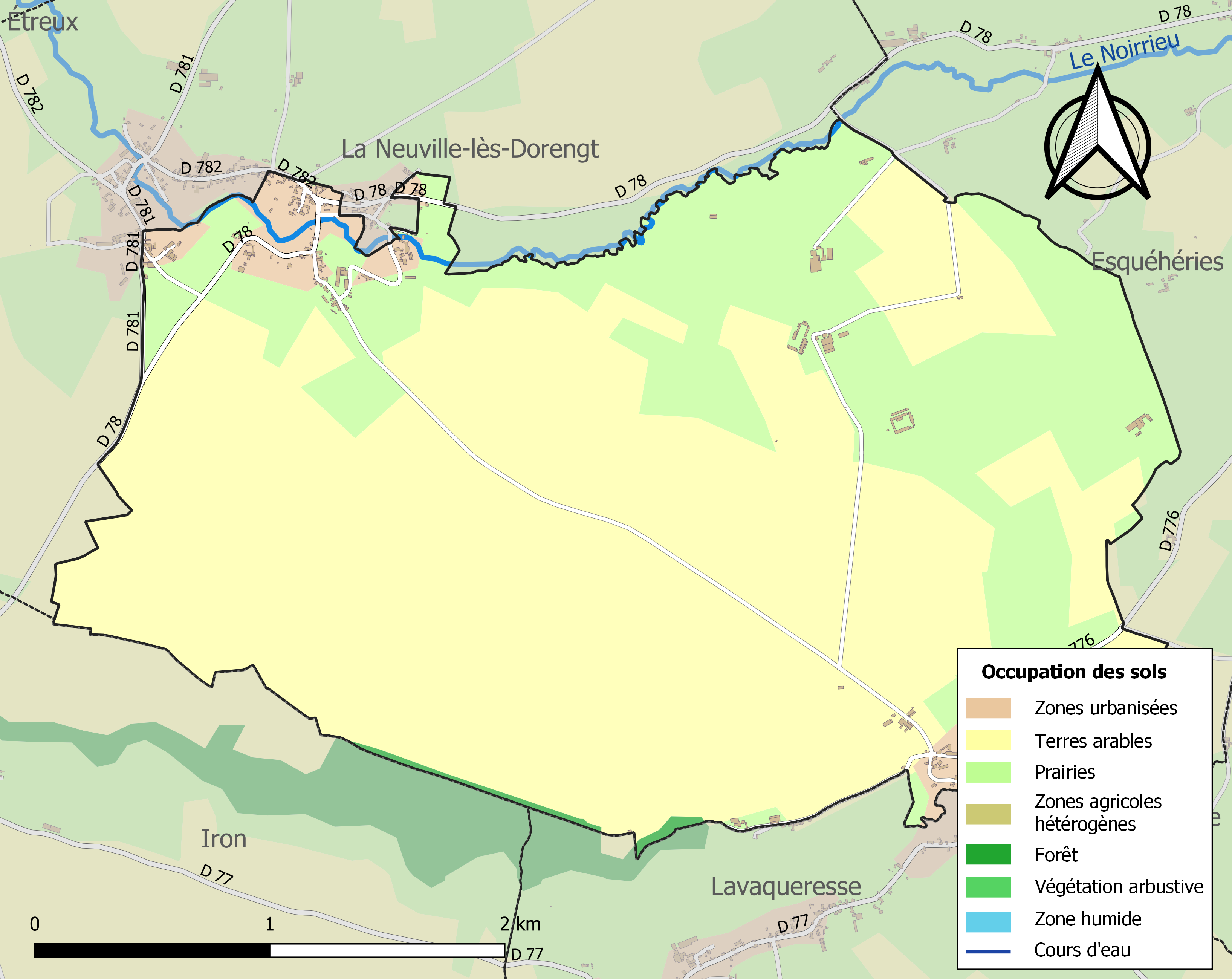
Carte des infrastructures et de l'occupation des sols de la commune en 2018 (CLC).

## Toponymie
Le nom de la localité est attesté sous les formes Dorenc (1155) ; Villa que Doreniacus (1141) ; Dorench (XIIe siècle) ; Dorenk (1333) ; Dorent (1561) ; Doreng (1710) ; Dorangt (1754).

## Politique et administration

### Découpage territorial
La commune de Dorengt est membre de la communauté de communes de la Thiérache du Centre, un établissement public de coopération intercommunale (EPCI) à fiscalité propre créé le 31 décembre 1992 dont le siège est à La Capelle. Ce dernier est par ailleurs membre d'autres groupements intercommunaux.
Sur le plan administratif, elle est rattachée à l'arrondissement de Vervins, au département de l'Aisne et à la région Hauts-de-France. Sur le plan électoral, elle dépend du  canton de Guise pour l'élection des conseillers départementaux, depuis le redécoupage cantonal de 2014 entré en vigueur en 2015, et de la troisième circonscription de l'Aisne  pour les élections législatives, depuis le dernier découpage électoral de 2010.

### Administration municipale
| Période                                  | Période                       | Identité            | Étiquette | Qualité |
| ---------------------------------------- | ----------------------------- | ------------------- | --------- | --- |
| avant 1875                               | après 1876                    | Viéville            |           | |
| Les données manquantes sont à compléter. |                               |                     |           | |
| mars 2001                                | 2014                          | Marie-Thérèse Bazin |           | |
| mars 2014                                | En cours (au 11 juillet 2020) | Olivier Cambraye    | DVD       | Directeur administratif Président de la CC de la Thiérache du Centre (2020 →) Réélu pour le mandat 2020-2026 |

## Démographie
L'évolution du nombre d'habitants est connue à travers les recensements de la population effectués dans la commune depuis 1793. Pour les communes de moins de 10 000 habitants, une enquête de recensement portant sur toute la population est réalisée tous les cinq ans, les populations de référence des années intermédiaires étant quant à elles estimées par interpolation ou extrapolation. Pour la commune, le premier recensement exhaustif entrant dans le cadre du nouveau dispositif a été réalisé en 2007.

En 2022, la commune comptait 150 habitants, en évolution de −2,6 % par rapport à 2016 (Aisne : −1,97 %, France hors Mayotte : +2,11 %).
| 1793 | 1800 | 1806 | 1821 | 1831 | 1836 | 1841 | 1846 | 1851 |
| ---- | ---- | ---- | ---- | ---- | ---- | ---- | ---- | ---- |
| 540  | 407  | 448  | 657  | 705  | 696  | 736  | 684  | 634  |

| 1856 | 1861 | 1866 | 1872 | 1876 | 1881 | 1886 | 1891 | 1896 |
| ---- | ---- | ---- | ---- | ---- | ---- | ---- | ---- | ---- |
| 621  | 619  | 612  | 560  | 531  | 492  | 454  | 416  | 400  |

| 1901 | 1906 | 1911 | 1921 | 1926 | 1931 | 1936 | 1946 | 1954 |
| ---- | ---- | ---- | ---- | ---- | ---- | ---- | ---- | ---- |
| 376  | 362  | 312  | 254  | 241  | 257  | 273  | 258  | 261  |

| 1962 | 1968 | 1975 | 1982 | 1990 | 1999 | 2006 | 2007 | 2012 |
| ---- | ---- | ---- | ---- | ---- | ---- | ---- | ---- | ---- |
| 280  | 230  | 202  | 183  | 171  | 142  | 149  | 151  | 156  |

| 2017 | 2022 | - | - | - | - | - | - | - |
| ---- | ---- | - | - | - | - | - | - | - |
| 154  | 150  | - | - | - | - | - | - | - |

## Culture locale et patrimoine
- Église Saints-Pierre-et-Paul de Dorengt. Dans l'église, deux plaques commémorer les morts des guerres de 1914-1918 et de 1939-1945.
- Dorengt et La Neuville-lès-Dorengt ont un monument aux morts en commun, situé sur la commune de Dorengt.
- Calvaire.

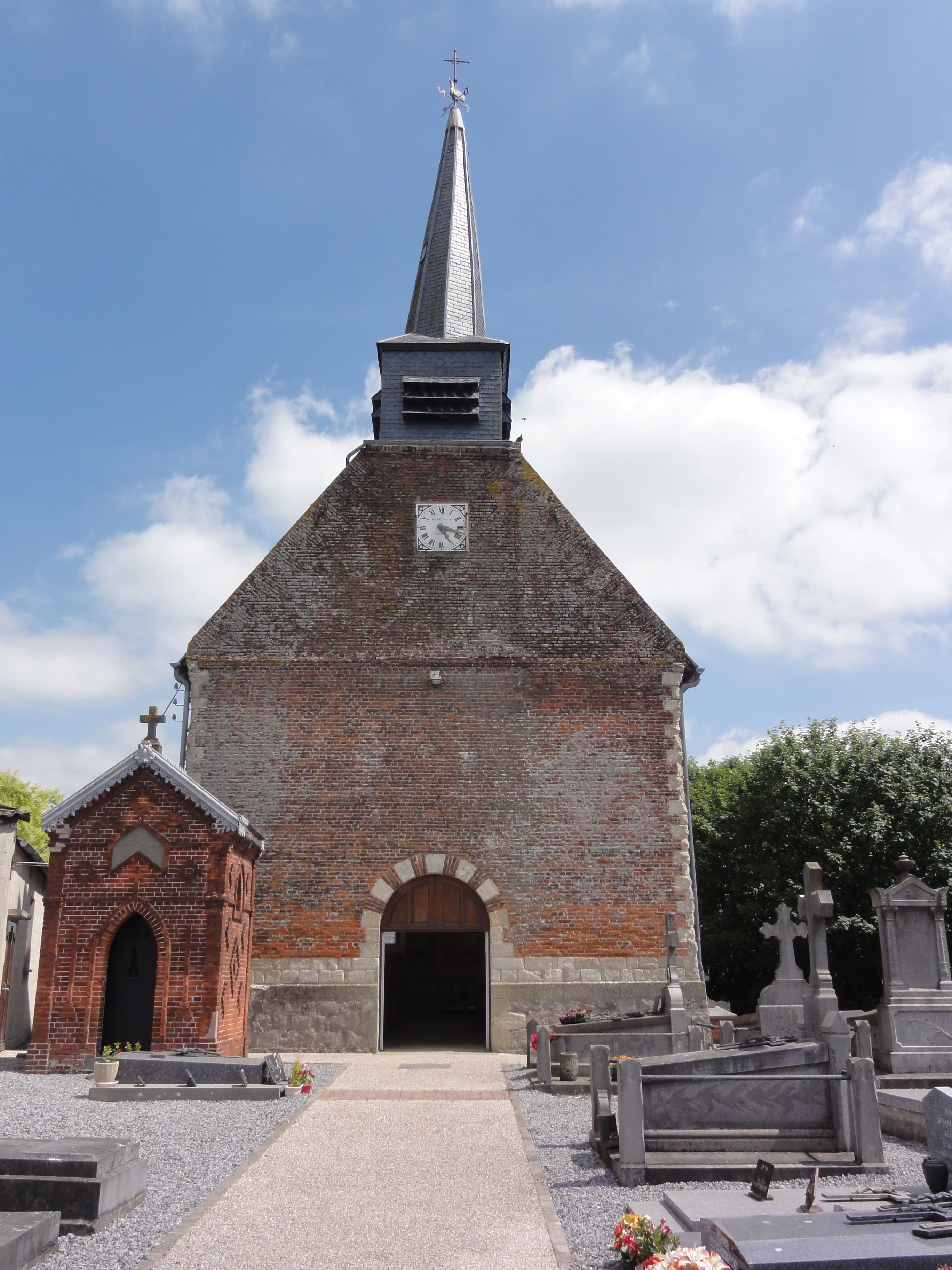
Église Saints-Pierre-et-Paul.
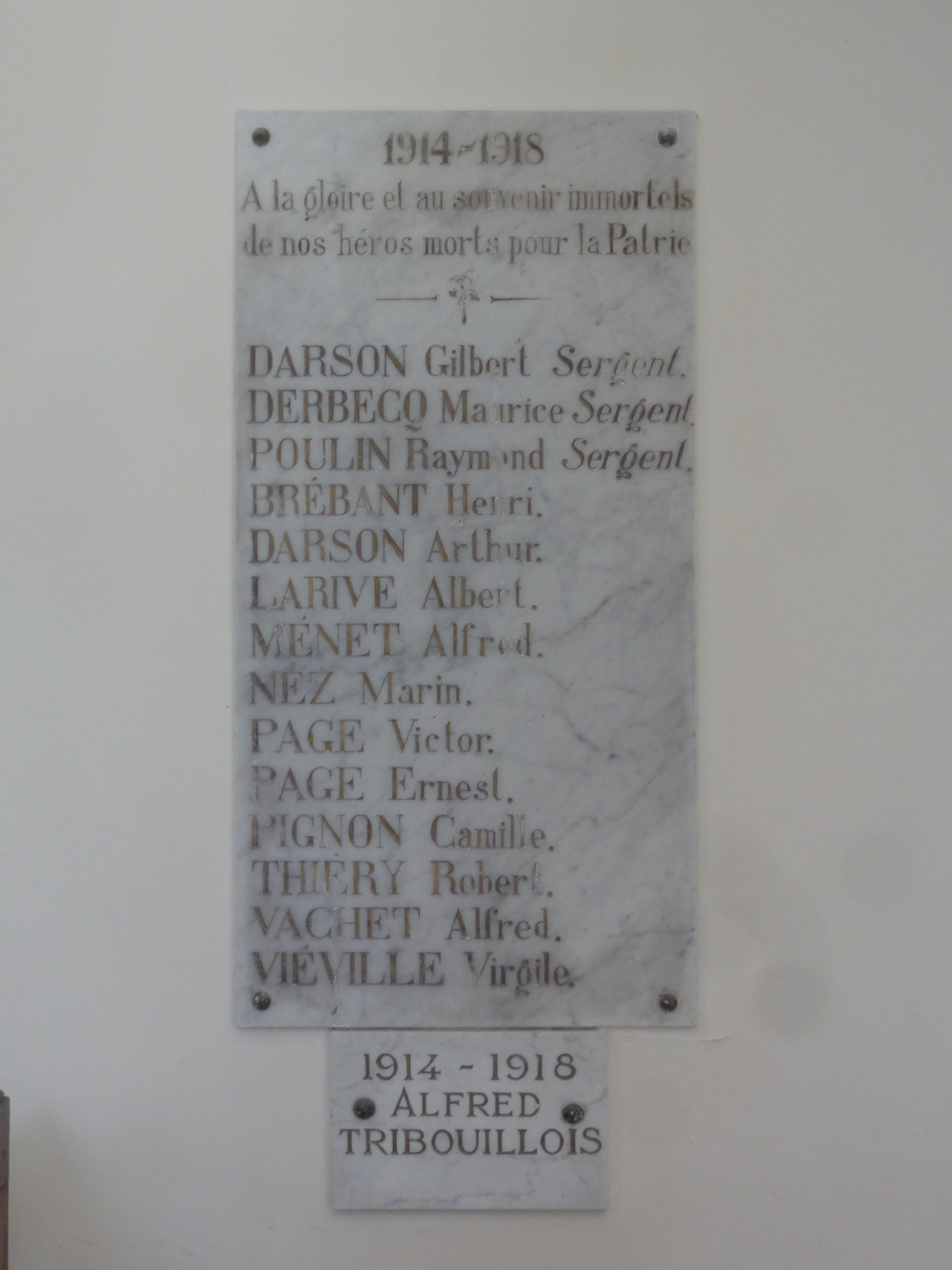
Église, plaque 1914-1918.
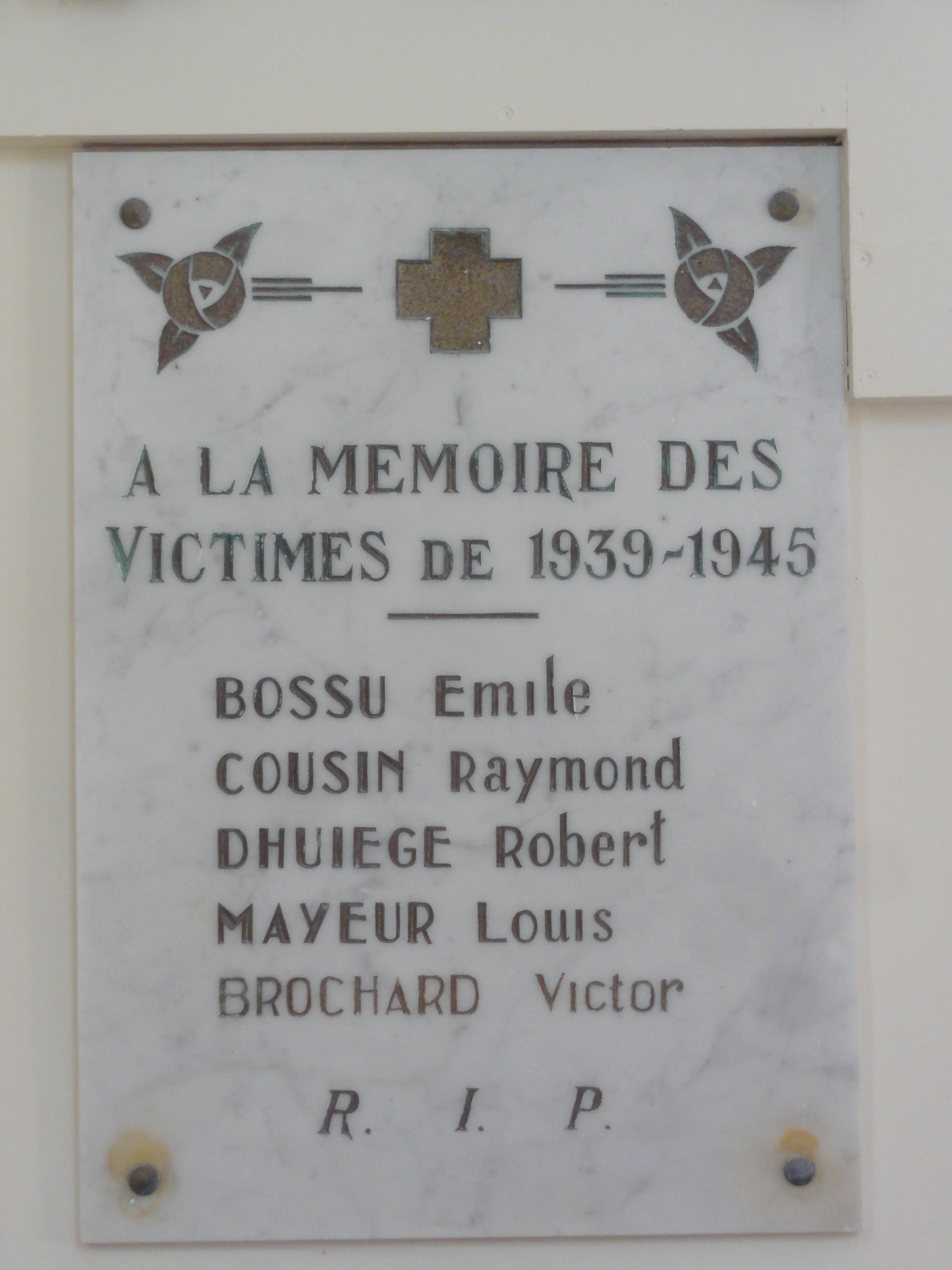
Église, plaque 1939-1945.
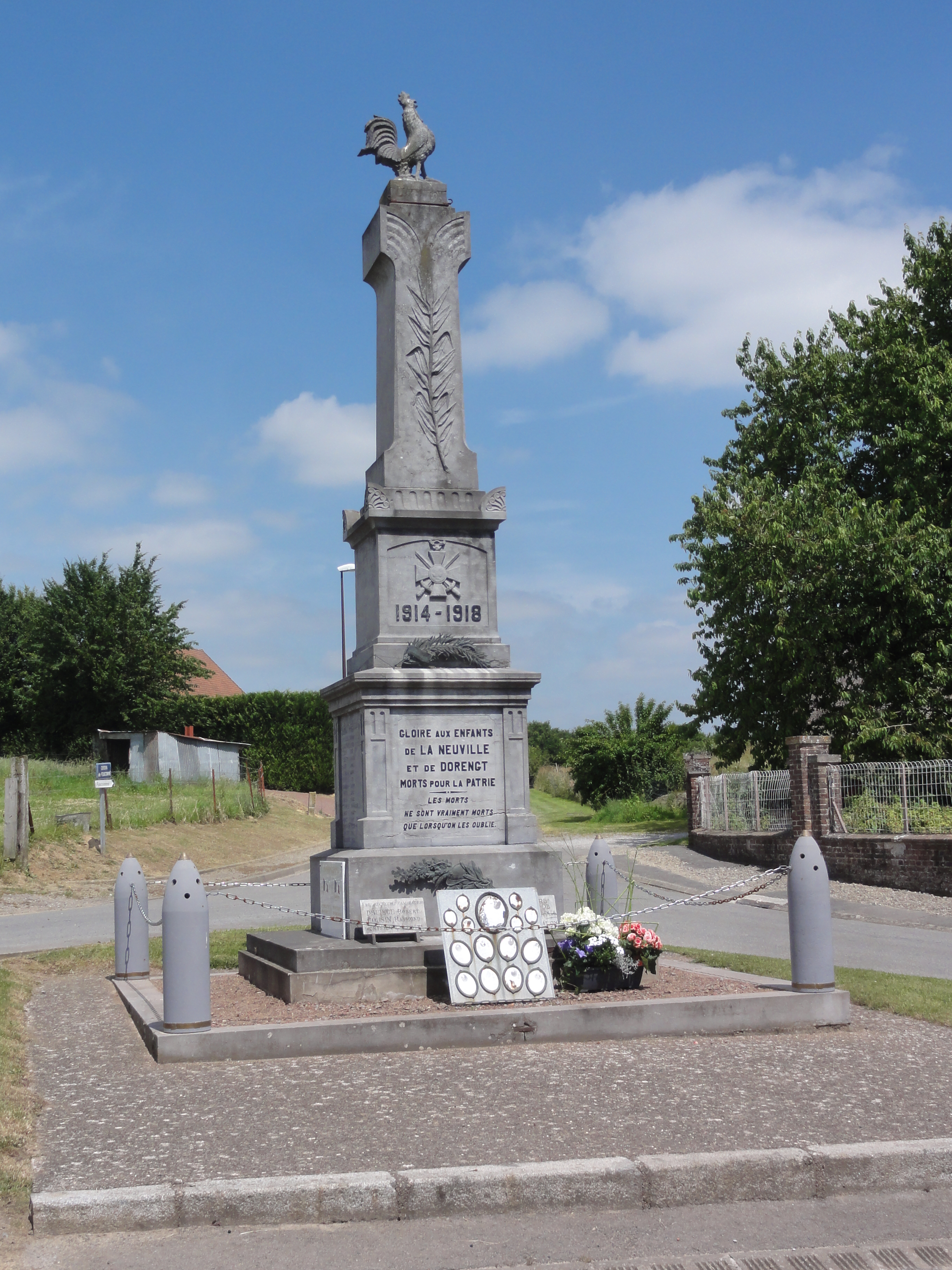
Le monument aux morts de La Neuville et Dorengt.
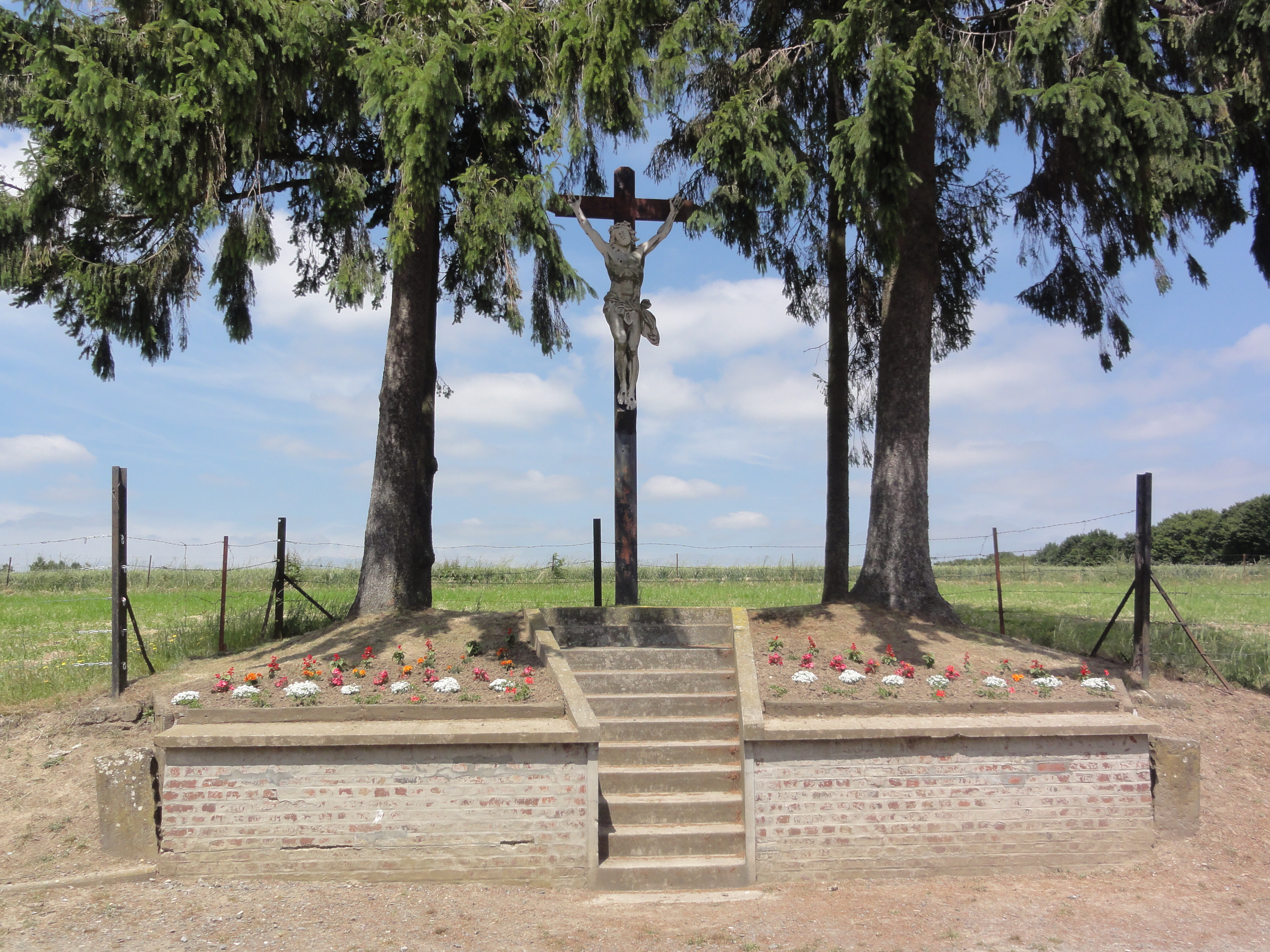
Calvaire.

## Pour approfondir